# Източна У
Източна У (китайски традиционен: 東吳, опростен: 东吴, пинин: Dōng Wú) е едно от трите големи царства, което се бори за господство над Китай през периода на Трите царства (220 – 280). Преди това съществува под формата на васално царство под властта на Цао Уей, но обявява независимост от нея и става суверенна държава през 222 г. През 229 г. става империя, след като основателят ѝ, Сун Цюен, се самопровъзгласява за император. Името ѝ произлиза от областта, която обхваща – Дзяннан (делтата на река Яндзъ), която в миналото е известна под името „У“. Историците я наричат Източна У, за да я различават от другите китайски исторически имена със същото име. Столица на империята е Дзиенкан (на територията на днешен Нанкин, Дзянсу), но в определени периоди е местена в Учан (днес Ъджоу, Хубей).
В началото на 266 г. император Съма Йен слага край на държавата Цао Уей, след което основава династията Дзин. През 279 г. дзинските войски нападат У от шест посоки. Силите на У под командването на император Сун Хао се опитват да ги отблъснат, но претърпяват няколко последователни поражения. Виждайки че У е обречена на крах, Сун Хао се предава на династията Дзин на 31 май 280 г., слагайки край както на държавата У, така и на периода на Трите царства.